# Mystacina robusta
Il pipistrello dalla coda corta della Nuova Zelanda maggiore (Mystacina robusta  Dwyer, 1962) è un pipistrello della famiglia  endemico della Nuova Zelanda.

## Descrizione

### Dimensioni
Pipistrello di medie dimensioni, con la lunghezza della testa e del corpo tra 61 e 66 mm, la lunghezza dell'avambraccio tra 46,6 e 48,3 mm, la lunghezza della coda tra 16,6 e 18,6 mm, la lunghezza delle orecchie tra 18,8 e 19,1 mm.

### Aspetto
Il corpo è più grande e robusto rispetto al pipistrello dalla coda corta della Nuova Zelanda minore. La pelliccia è corta, vellutata ed estremamente densa. Il colore generale del corpo è marrone scuro. Il muso è corto, appuntito e con le narici tubulari. Le orecchie sono lunghe, strette e ben separate tra loro. Il trago è lungo, sottile ed affusolato. Sui fianchi sono presenti delle tasche cutanee dove le ali vengono riposte per muoversi più agilmente sul terreno. Gli arti inferiori sono corti e tozzi. L'estremità della coda fuoriesce dall'uropatagio sulla sua superficie dorsale.

## Biologia

### Comportamento
Si rifugia all'interno di grotte e talvolta nidi di uccelli marini. Forma vivai. Il volo è lento ed effettuato fino a 2-3 metri dal suolo. anche se non osservato direttamente potrebbe avere un comportamento terricolo del tutto simile all'altra specie del genere. L'attività predatoria inizia una o due ore dopo il tramonto. Non entra in ibernazione nei periodi più freddi.

### Alimentazione
Si nutre di polline, spore di felci, artropodi e talvolta di grasso e carne di berte  lasciate essiccare la notte dai locali e probabilmente anche di pulcini di uccelli nativi.

### Riproduzione
Danno alla luce un piccolo alla volta all'anno. Gli accoppiamenti avvengono ad aprile e maggio.

## Distribuzione e habitat
I resti sub-fossili indicano che in passato questo pipistrello fosse diffuso sulle due isole principali della Nuova Zelanda. La sua graduale scomparsa iniziò poco dopo l'arrivo dei primi colonizzatori europei agli inizi del XIX secolo, rimanendo confinato soltanto su due piccole isole, Big South Cape e Solomon, vicino alla più grande isola di Stewart. Nel 1962 o 1963, con l'introduzione del ratto nero, anche queste ultime popolazioni relitte furono decimate. L'ultimo avvistamento confermato risale all'aprile del 1967, sebbene successivamente siano state riportate osservazioni non confermate che potrebbero riferirsi a questa specie, in particolare alcune registrazioni di ultrasuoni effettuate nel 1999 sull'isola di Putauhina che apparterrebbero ad una forma diversa dalla più comune M.tuberculata.
Vive nelle foreste di latifoglie del genere Olearia e di Metrosideros umbellata.

## Conservazione
La IUCN Red List, considerato che non ci sono state più osservazioni confermate dall'ultima risalente al 1967 e che se effettivamente sopravvive su alcune piccole isole la popolazione dovrebbe essere notevolmente ridotta a non più di 50 individui maturi, classifica M.robusta come specie in grave pericolo (CR).
La Società Zoologica di Londra, in base ad alcuni criteri evolutivi e demografici, la considera una delle 100 specie di mammiferi a maggior rischio di estinzione.